# 가에타노 브레시
가에타노 브레시(이탈리아어: Gaetano Bresci, 1869년 11월 10일 - 1901년 5월 22일)는 1900년 7월 29일에 이탈리아의 국왕 움베르토 1세를 암살한 이탈리아의 아나키스트이다. 이탈리아가 1889년 사형제를 폐지했기 때문에 그는 유럽에서 왕을 살해하고 사형당하지 않은 최초의 인물로 기록되어 있다.

## 투지
브레시는 토스카나의 프라토에서 태어났으며 이후 미국으로 이민을 가서 커다란 이탈리아계 미국인 공동체가 형성되어 있는 뉴져지주의 패터슨에서 직공으로 생계를 꾸려 나갔다. 그는 이탈리아인 정치 그룹인 "Gruppo diritti all' esistenza"에 참여했으며 이후에 주요 멤버가 되었다. 그는 패터슨에서 발행된 이탈리아어 무정부주의 간행물인 “La Questione Sociale”의 창립자중 한명 이기도 했다. 엠마 골드만은 그에 대하여 다음과 같이 언급했다.
| “ | 그는 유능한 직공이었으며 그의 고용주에 의해 냉철하고 근면한 사람으로 간주되었지만 그의 평균적인 급료는 주당 15달러에 불과했다. 그에게는 부양해야 할 아내와 아이가 있었지만, 그럼에도 간행물에 정기적인 기부금을 전달했다. 심지어 “La Questione Sociale”가 위태로운 시간을 보내는 와중에는 115여 달러를 모아서 그룹에 빌려주기도 했다. 일요일과 시간을 낼 수 있는 저녁에는 그룹의 사무일이나 프로파간다를 도우며 시간을 보냈다. 그의 헌신으로 인해 그는 그룹의 모든 멤버들에 의해 사랑과 존경을 받았다. | ” |

1898년 빵가격의 급등으로 인한 시위가 이탈리아 전역을 뒤덮었다. 밀라노에서는 무장하지 않는 많은 군중이 궁전을 향해 행진했고 피오렌조 바바 베카리스(Fiorenzo Bava-Beccaris) 장군의 명령에 의해 중무장한 군대가 그들을 포위한다. 군중은 해산 명령을 거부했고 이내 바바 베카리스의 발포 명령에 때라 군대는 군중을 향하여 머스킷과 대포를 발사해서 90여명 이상의 사망자가 발생했으며 이 사건은 이후 바바 베카리스 학살로 불리게 된다.

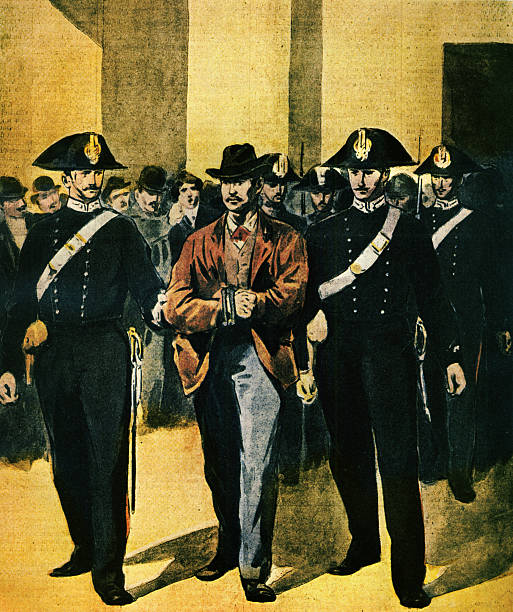
브레시의 재판을 묘사한 그림

## 암살
국왕 움베르토는 이후 바바 베카리스를 “왕가의 용맹한 수호자” 라고 칭찬하며 그에게 훈장을 수여했다. 이로서 브레시는 왕을 살해하기로 결정한다. 브레시는 그의 대출서류를 돌려받고, 그 돈으로 이탈리아로 향했다. 왕이 1900년 7월 29일 몬차에 방문했을 때 그는 32구경 리볼버로 4번을 맞춰서 살해한다. 이후 왕이 살해된 장소에는 Cappella Espiatoria라는 기념비가 세워진다.

## 재판과 죽음
브레시는 체포되어 재판에 회부되었고 아나키스트 변호사인 사베리오 메를리노(Saverio Merlino)가 변호를 맡았다. 당시 이탈리아에는 사형제가 없었기에 1900년 8월 29일에 벤토테네 근방의 산토 스테파노 섬에서의 종신 노역형을 선고받았다. 이곳은 많은 아나키스트 정치범들이 오랜 세월을 보내왔던 곳이다. 1년도 채 못되어 1901년 5월 22일 감옥에서 브레시는 31세의 나이로 죽은 채 발견 되었다. 이 죽음이 자살인지, 아니면 간수들에 의한 살해인지는 명확하게 밝혀져 있지 않다.

## 대중 문화에서
브레시의 삶과 죽음에 대한 이야기는 2016년작 드라마 영화인 Paterson에서 언급된 적이 있다.

## 유산
- 카라라시는 그에게 추모비를 헌정했다.
- 프라토시는 1976년 그를 기리기 위해 거리에 그의 이름을 명명했다.

## 같이 보기
- 일리걸리즘
- 루이지 갈레아니